# Gbégourou
Gbégourou är en ort i Benin. Den ligger i den centrala delen av landet, 290 km norr om huvudstaden Porto-Novo. Gbégourou ligger 291 meter över havet och antalet invånare är 5 757.
Terrängen runt Gbégourou är platt. Närmaste större samhälle är Bétérou, 15,3 km nordväst om Gbégourou.
Omgivningarna runt Gbégourou är huvudsakligen savann. Runt Gbégourou är det glesbefolkat, med 13 invånare per kvadratkilometer.